# BMW банка
BMW банка GmbH финансијски је сервис и компанија групације BMW. Компанија позната под именом BMW Group Financial Services основана је 1971. године у Минхену. Године 1973, BMW лизинг GmbH бива додата — такође лоцирана у Минхену. Производи који се праве су BMW, MINI и Ролс-Ројс. Светски Финансијски сервиси BMW групе представљају се у 53 државе са 26 компанија и 27 корпорација.
Опсег Финансијских сервиса BMW групе укључује добротворно финансирање и финансирање за чување деоница за аутомобиле и замену делова за BMW и MINI трговце, као и куповно финансирање и финансирање за аутомобиле и моторе за купце код BMW и MINI трговаца (Installments и 3-Options-Financing BMW Select). Додатно, опсег такође укључује финансирање годину дана старих коришћених аутомобила, као и алокацију кеш кредита. У подручју сервиса за менаџмент активе компанија нуди MobilPlan onTop (штедни рачун с бонусом за купњу аутомобила), MobilPlus (новац на позив), фиксирани депозит, (сертификат депозита), Multimanager Investmentfonds (инвестициони фонд), BMW-Card (кредитна картица за возаче BMW-а), Online-Tagesgeld (новац на позив), Fonds-Navigator (навигатор фондова) и Spar + Invest (уштеди и инвестирај), те Bonus on Top.
Лизинг сектор обухвата производну линију лизинг послова с варијететом ставки за BMW и MINI трговце, посебно за аутомобилски огранак. Опционалне услуге као што је осигурање, одржавање и поправљање могу да се додају. Дистрибуција наставља преко организација за трговину из BMW групе, као и преко директних продаја у области сервиса менаџмента активе и платформе Direct Finance.